# Campylospermum
Campylospermum é um género de plantas com flor da família Ochnaceae.  Compreende 99 espécies descritas.

## Taxonomia
O género foi descrito por Philippe Édouard Léon Van Tieghem e publicado em Journal de Botanique (Morot) 16: 35, 40. 1902.

## Espécies
O género inclui as seguintes espécies:
- Campylospermum angustifolium Tiegh.
- Campylospermum bracteatum Farron
- Campylospermum duparquetianum Tiegh.
- Campylospermum dusenii (Gilg) comb. ined.
- Campylospermum excavatum (Tiegh.) Farron
- Campylospermum glaucum (Tiegh.) Farron
- Campylospermum inflatum Farr
- Campylospermum klainei (Tiegh.) Farron
- Campylospermum paucinervatum Sosef
- Campylospermum reticulatum Tiegh.
- Campylospermum schoenleinianum (Klotzsch) Farron
- Campylospermum striatum (Tiegh.) M.C.E.Amaral
- Campylospermum sulcatum (Tiegh.) Farron